# Hundsgiftgewächse
Die Hundsgiftgewächse  (Apocynaceae) sind eine Pflanzenfamilie, die zur Ordnung der Enzianartigen (Gentianales) gehört.

## Beschreibung
Da der neue Umfang der Familie durch molekularbiologische Ergebnisse erforderlich wurde, gibt es nicht viele gemeinsame morphologische Merkmale, die für alle Unterfamilien gelten.
In die Familie gehören einige Bäume (Tabernaemontana, Dyera), Sträucher und krautige Pflanzen, vor allem aber Lianen und Sukkulenten. Viele Arten enthalten einen (meistens klaren) Milchsaft. Die Mehrzahl der Arten ist immergrün.
Die meist gegenständigen Laubblätter sind in der Regel ungeteilt und ganzrandig. An den Blättern oder Blüten sind oft mehrzellige Drüsen (Colleter) vorhanden. Nebenblätter sind klein oder fehlen.
Die Blüten sind meist vier- oder fünfzählig. Die meist zwei oberständigen Fruchtblätter sind nur selten zu einem Fruchtknoten verwachsen. Einige Arten besitzen einen hoch spezialisierten Bestäubungsmechanismus. Der Griffel bildet manchmal eine „Clavuncula“ aus.
Es werden Balgfrüchte, aber auch Beeren, Kapsel- und Steinfrüchte gebildet. Die Samen besitzen manchmal auch einen Haarbüschel (Coma).

## Systematik und Verbreitung

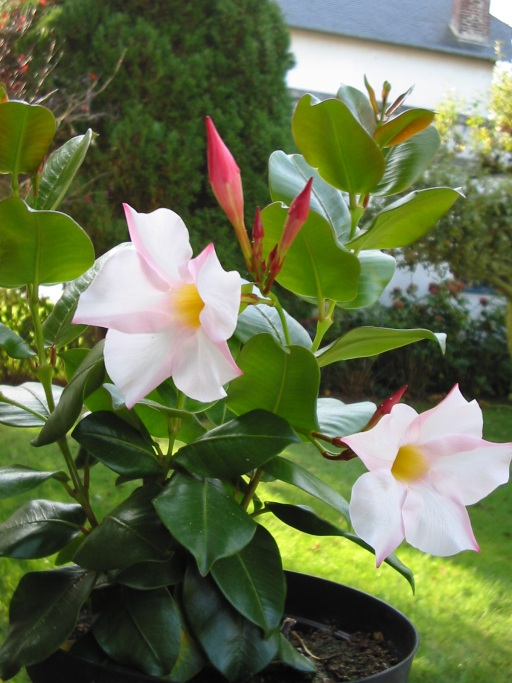
Unterfamilie Apocynoideae: Mandevilla sanderi

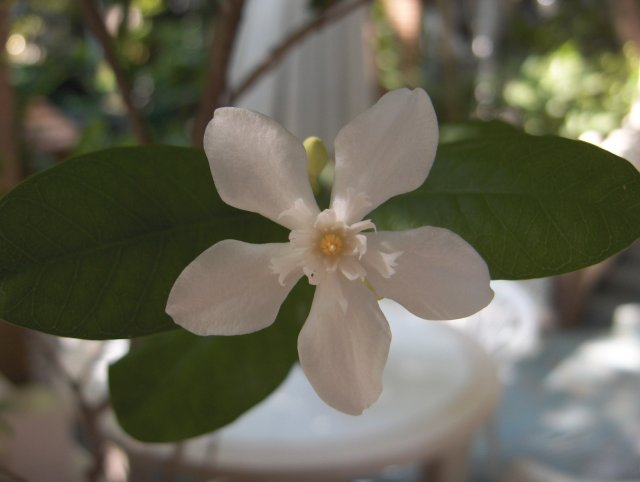
Unterfamilie Apocynoideae: Wrightia antidysenterica

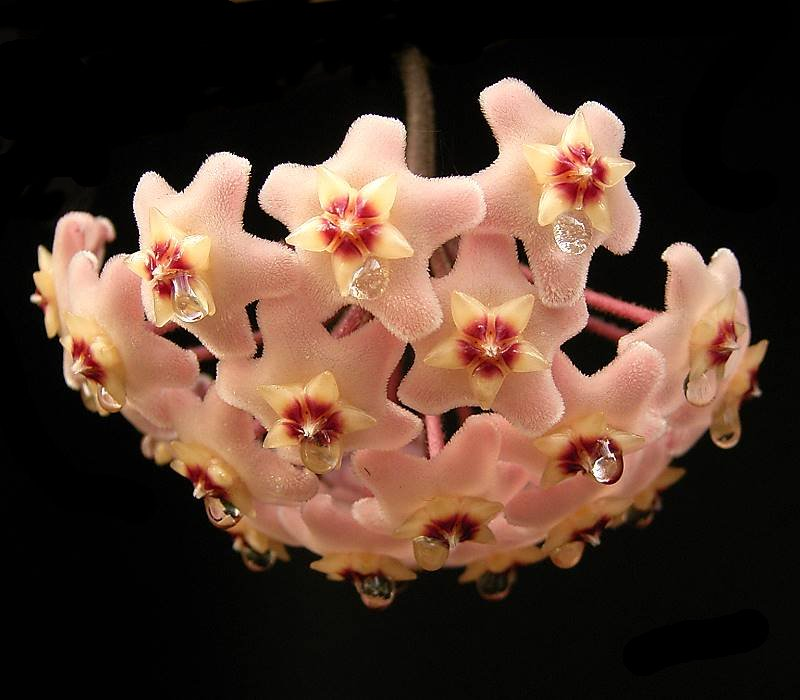
Unterfamilie Asclepiadoideae: Wachsblume (Hoya carnosa)

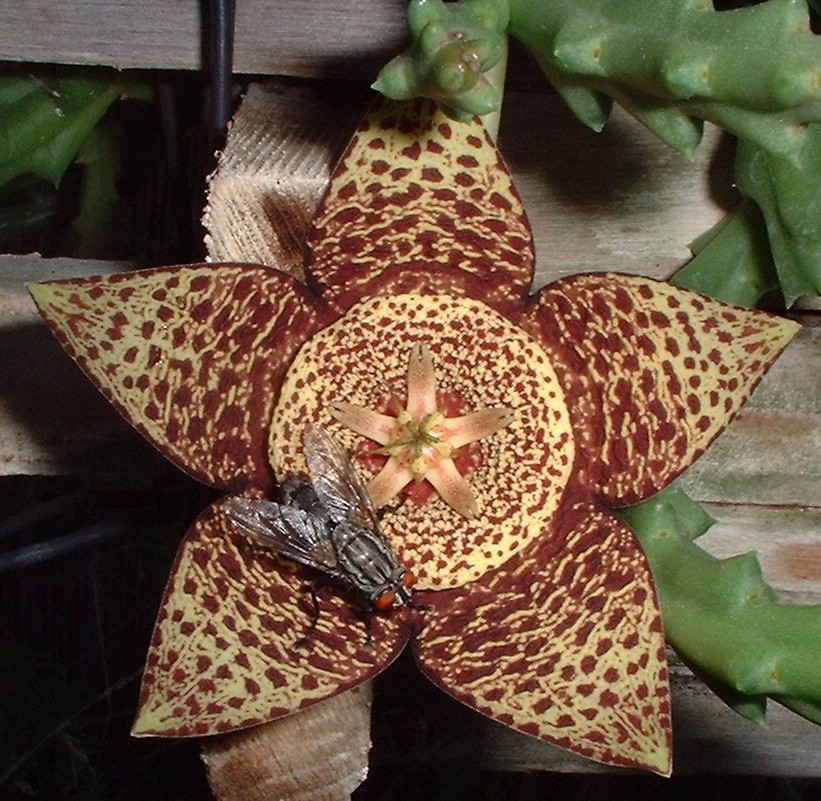
Unterfamilie Asclepiadoideae: Blüte von Stapelia variegata mit Besucher

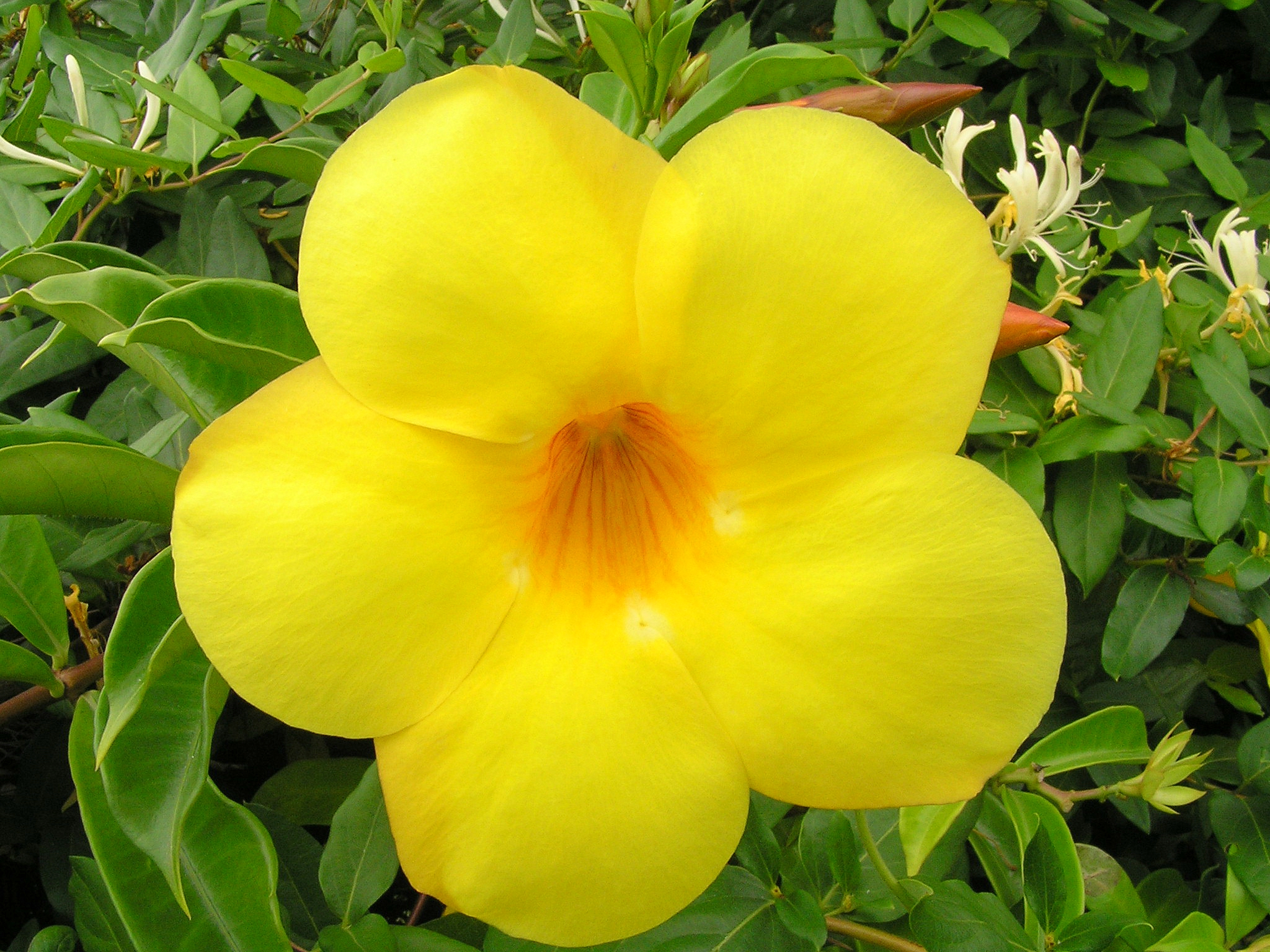
Unterfamilie Rauvolfioideae: Dschungelglocke (Allamanda cathartica)

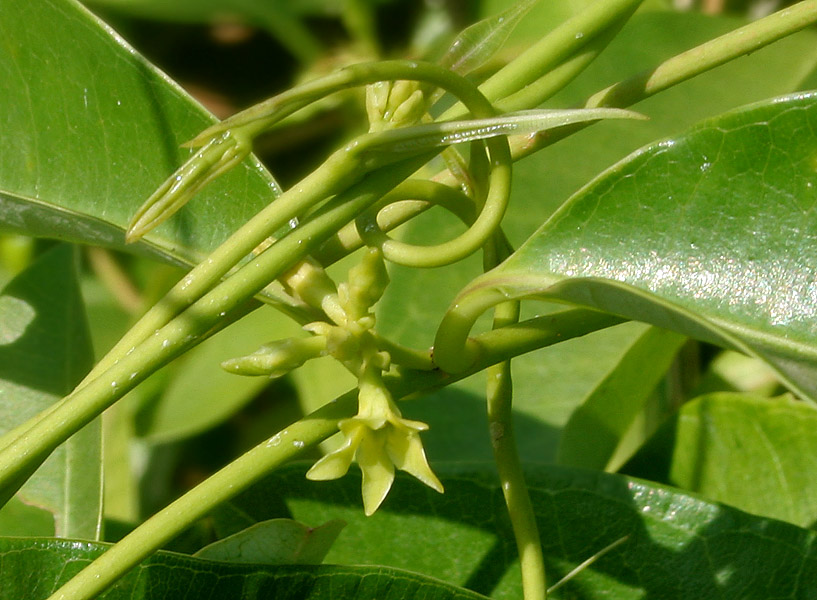
Unterfamilie Periplocoideae: Blütenstand von Cryptolepis buchananii

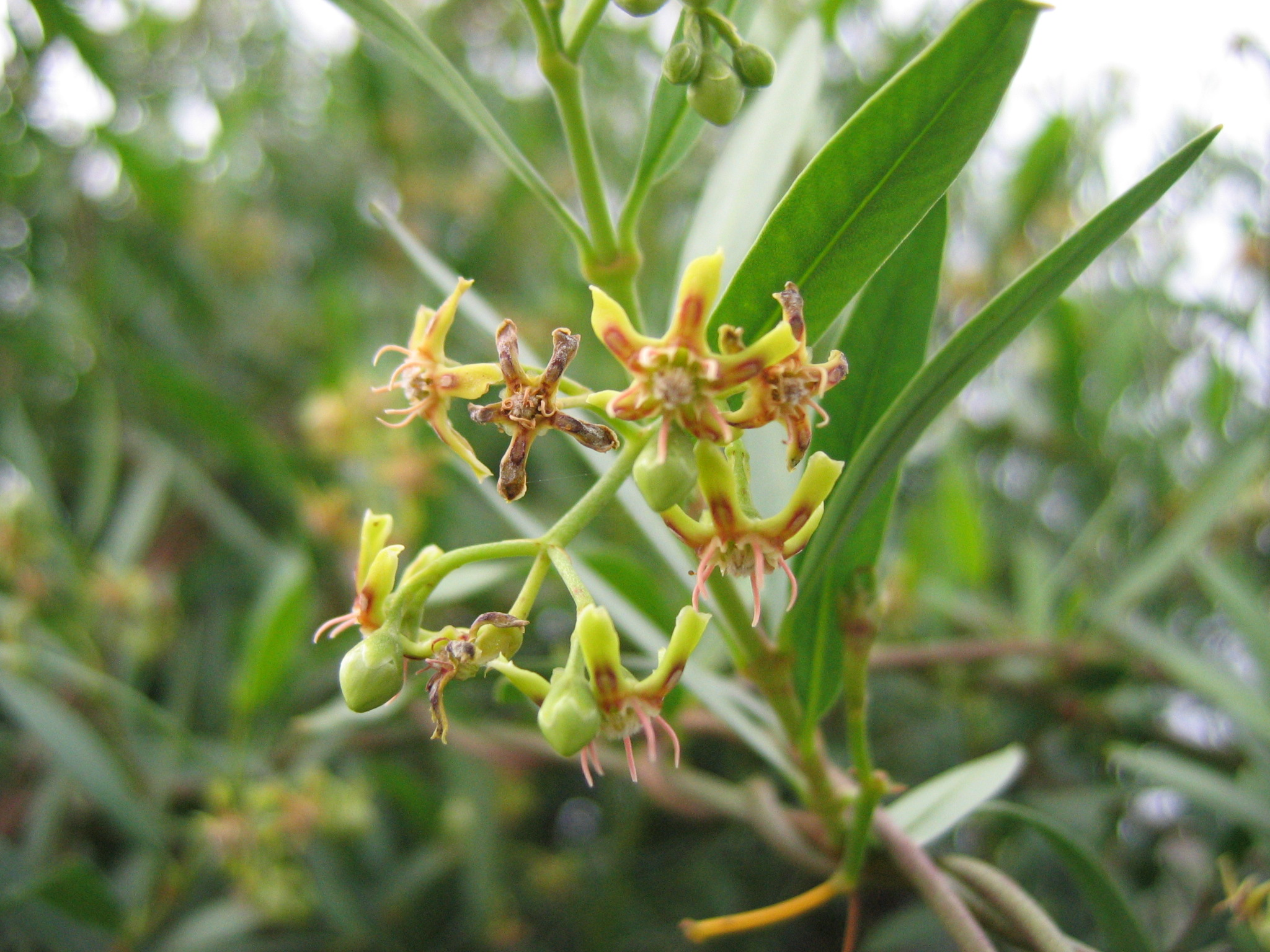
Unterfamilie Periplocoideae: Glatte Baumschlinge (Periploca laevigata)

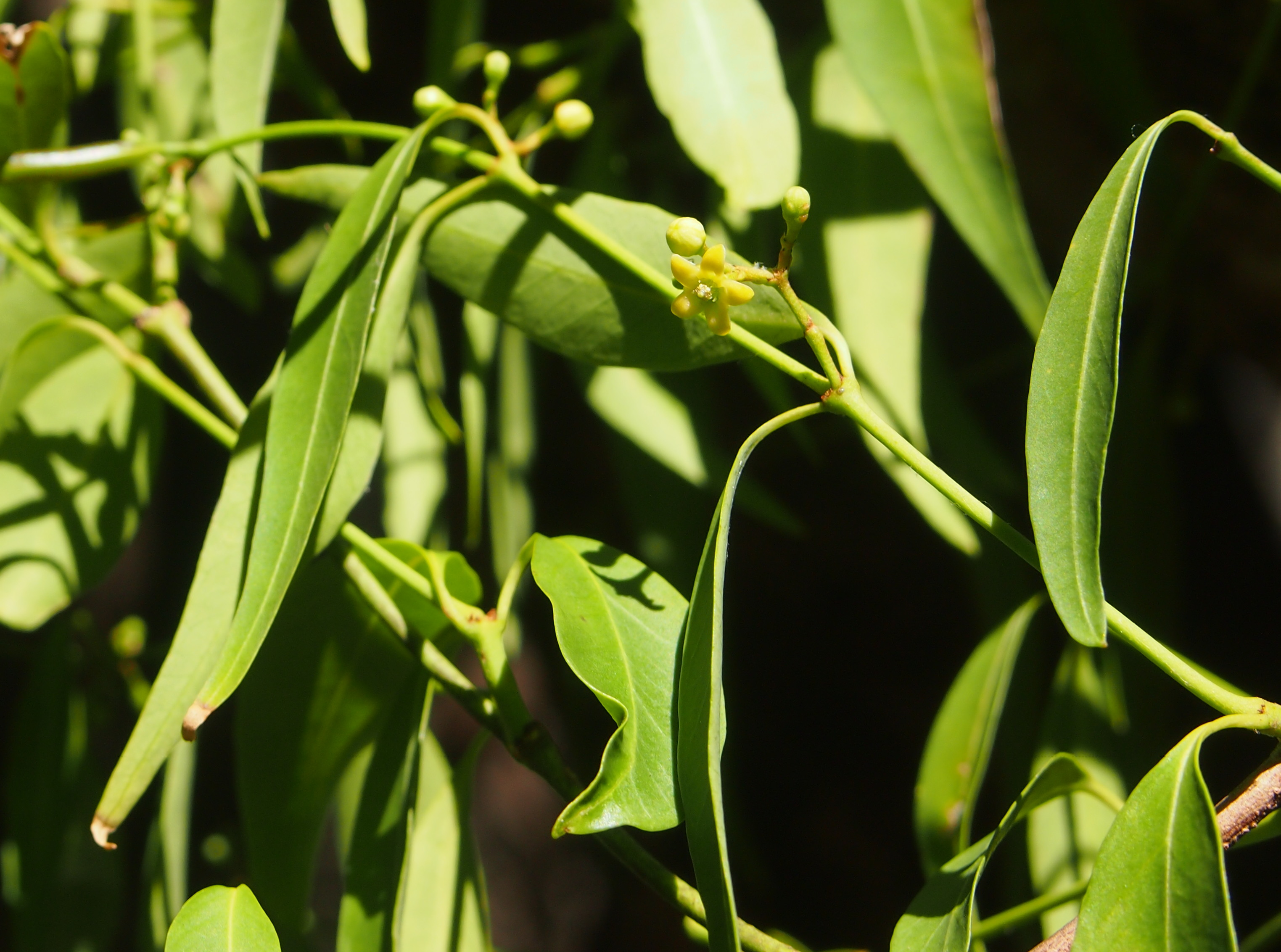
Unterfamilie Secamonoideae: gegenständige Laubblätter und Blüte von Secamone elliptica

Die Erstveröffentlichung dieser Familie erfolgte 1789 unter dem Namen „Apocineae“ durch Antoine Laurent de Jussieu in Genera Plantarum, S. 143–144. Typusgattung ist Apocynum L. Synonyme für Apocynaceae Juss. sind Asclepiadaceae Borkh., Carissaceae Bertolini, Cerberaceae Martynov, Ophioxylaceae Perleb., Pacouriaceae Martynov, Periplocaceae Schltr., Plumeriaceae Horan., Stapeliaceae Horan., Vincaceae Vest, Willughbeiaceae J.Agardh.
Das Verbreitungsgebiet der Familie Apocynaceae umfasst die gemäßigten, die subtropischen und tropischen Gebiete fast weltweit. Dort findet man auch die größte Artenvielfalt. In Europa sind nur wenige Gattungen und Arten heimisch, in Mitteleuropa nur zwei Arten von Immergrün (Vinca) und die Schwalbenwurz (Vincetoxicum hirundinaria).
Die Familie Hundsgiftgewächse (Apocynaceae) wird in fünf Unterfamilien mit etwa 380 Gattungen gegliedert:
- Unterfamilie Apocynoideae Burnett

Siehe Hauptartikel: Apocynoideae mit Beschreibung, Systematik und Gattungen.
- Unterfamilie Asclepiadoideae R.Br. ex Burnett

Siehe Hauptartikel: Asclepiadoideae (Seidenpflanzengewächse) mit Beschreibung, Systematik und Gattungen.
- Unterfamilie Rauvolfioideae Kostel.

Siehe Hauptartikel: Rauvolfioideae mit Beschreibung, Systematik und Gattungen.
- Unterfamilie Periplocoideae R.Br. ex Endl.: Sie enthält etwa 33 Gattungen:[2]
  - Atherandra Decne.: Die nur zwei Arten sind in Südostasien und im westlichen Malesien verbreitet.[4]
  - Baroniella Costantin & Gallaud: Die etwa acht Arten kommen nur in Madagaskar vor.[4]
  - Baseonema Schltr. & Rendle: Sie enthält nur eine Art:
    - Baseonema gregorii Schltr. & Rendle: Sie gedeiht in Savannen im tropischen Ostafrika.[4]

  - Batesanthus N.E.Br.: Die nur zwei Arten gedeihen in feuchten Wäldern in Zentral- sowie Westafrika.
  - Buckollia Venter & R.L.Verh.: Die nur zwei Arten gedeihen in semiariden Gebieten in Höhenlagen von 1400 bis 1800 Meter in Äthiopien, Kenia, Somalia sowie Uganda.[5]
  - Camptocarpus Decne.: Die etwa neun Arten kommen nur auf Madagaskar und Mauritius vor.[4]
  - Chlorocyathus Oliv. (Syn.: Kappia Venter) Die nur zwei Arten gedeihen in Wäldern in Simbabwe sowie Südafrika.[5]
  - Cryptolepis R.Br.: Die etwa 15 Arten sind in den Tropen der Alten Welt verbreitet.[4]
  - Cryptostegia R.Br.: Die nur zwei Arten kommen nur in Madagaskar vor.[4]
  - Decalepis Wight & Arn.: Die etwa fünf Arten kommen in Indien vor.[5]
  - Ectadium E.Mey.: Die nur drei Arten kommen nur in Namibia vor.[5]
  - Epistemma D.V.Field & J.B.Hall: Die nur drei Arten gedeihen als Epiphyten in Tiefland-Wäldern in Gabun, Ghana und der Elfenbeinküste.[5]
  - Finlaysonia Wall. (Syn.: Gurua Buch.- Ham. ex Wight nom. illeg., Atherolepis Hook. f., Gongylosperma King & Gamble, Hanghomia Gagnep. & Thérint, Meladerma Kerr, Stelmacrypton Baill.): Die etwa sieben Arten sind von den Molukken, Indien und China über Südostasien und den Philippinen bis Neuguinea sowie Australien verbreitet.[5]
  - Gymnanthera R.Br.: Die etwa drei Arten sind in Indonesien, auf den Philippinen, in Papua-Neuguinea und Australien verbreitet.[5]
  - Hemidesmus R.Br.: Sie enthält nur eine Art:
    - Hemidesmus indicus (L.) R.Br.: Sie gedeiht im Tiefland in Indien, Pakistan, Bangladesh, Sri Lanka, Myanmar sowie in Malaysia.[5]

  - Ischnolepis Jum. & H.Perrier: Sie enthält nur eine Art:
    - Ischnolepis graminifolia (Costantin & Gallaud) Klack.: Sie kommt nur in Madagaskar vor.[5]

  - Maclaudia Venter & R.L.Verh.: Sie enthält nur eine Art:
    - Maclaudia felixii Venter & R.L.Verh.: Sie gedeiht in Trockenwäldern in einer Höhenlage von etwa 1000 Meter nur in Guinea.[5]

  - Mondia Skeels: Die nur zwei Arten sind im tropischen Afrika verbreitet.[5]
  - Myriopteron Griff. (Syn.: Jenkinsia) Wall. ex Voigt: Sie enthält nur eine Art:
    - Myriopteron extensum (Wight & Arn.) K.Schum. (Syn.: Myriopteron paniculatum) Griff.: Sie gedeiht im Dickicht und offenen Wäldern in Höhenlagen von 600 bis 1600 Meter in Indien, Myanmar, Thailand, Vietnam, China sowie Indonesien.[5]

  - Omphalogonus Baill.: Die nur zwei Arten sind in Benin, Burkina Faso, in der Zentralafrikanischen Republik, in der Elfenbeinküste, in Ghana, Guinea, Guinea-Bissau, Kenia, Nigeria, Senegal, Sudan, Tansania sowie Togo verbreitet.[5]
  - Pentopetia Decne. (Syn.: Acustelma Baill., Gonocrypta Baill., Kompitsia Costantin & Gallaud, Pentopetiopsis Costantin & Gallaud): Die etwa 23 Arten sind in Madagaskar, auf den Komoren, Seychellen und auf Aldabra verbreitet.[5]
  - Baumschlingen (Periploca L., Syn.: Campelepis Falc., Cyprinia Browicz, Socotora Balf. f.): Die etwa 13 Arten sind in Eurasien, Afrika, auf der Arabischen Halbinsel und auf den Kanarischen Inseln verbreitet.[5]
  - Petopentia Bullock: Sie enthält nur eine Art:
    - Petopentia natalensis (Schltr.) Bullock: Sie kommt nur in den südafrikanischen Provinzen Ostkap sowie KwaZulu-Natal vor.

  - Phyllanthera Blume (Syn.: Pentanura Blume, Streptomanes K.Schum. ex Schltr.): Die etwa sechs Arten sind in Malaysia, Java, Sumatra, Australien sowie Neuguinea verbreitet.[5]
  - Raphionacme Harv. (Syn.: Apoxyanthera Hochst., Chlorocyathus Oliv., Mafekingia Baill., Pentagonanthus Bullock, Zaczatea Baill., Zucchellia Decne.): Die etwa 30 Arten gedeihen in ariden bis semiariden Gebieten in Afrika.[5]
  - Sacleuxia Baill. (Syn.: Gymnolaema Benth. non Decne., Macropelma K.Schum.): Die nur drei Arten kommen in Kenia sowie Tansania vor.[5]
  - Sarcorrhiza Bullock: Sie enthält nur eine Art:
    - Sarcorhiza epiphytica Bullock: Die kommt im Kongo sowie in Tansania vor.[5]

  - Schlechterella K.Schum. (Syn.: Pleurostelma Schltr. non Baill., Triodoglossum Bullock): Die nur zwei Arten sind in Äthiopien, Kenia, Mosambik, Somalia sowie Tansania verbreitet.[5]
  - Stomatostemma N.E.Br.: Die nur zwei Arten gedeihen im trockenen Waldland in Mosambik, Sambia, Simbabwe, Botswana, Eswatini sowie Südafrika.[5]
  - Streptocaulon Wight & Arn. (Syn.: Triplolepis Turcz.): Die etwa fünf Arten sind in Indien, Myanmar, China, Singapur, Indonesien und den Philippinen verbreitet.[5]
  - Tacazzea Decne. (Syn.: Aechmolepis Decne., Leptopaetia Harv., Zacateza Bullock): Die etwa fünf Arten sind in Afrika weitverbreitet.[5]
  - Telectadium Baill.: Die nur drei Arten gedeihen im Tieflandwald in Laos sowie Vietnam.[5]
  - Zygostelma Benth.: Sie enthält nur eine Art:
    - Zygostelma benthamii Baill.: Sie kommt in Kambodscha, Laos sowie Thailand vor.[5]

- Unterfamilie Secamonoideae Endl.: Sie enthält etwa acht Gattungen und fast alle Arten sind in der Paläotropis verbreitet. Das Zentrum der Artenvielfalt ist Madagaskar. Es sind hauptsächlich Lianen, seltener Sträucher:[6][5][7]
  - Tribus Secamoneae G.Don.:
    - Calyptranthera Klack.: Die etwa elf Arten kommen in Madagaskar sowie auf den Maskarenen vor.[8]
    - Genianthus Hook. f.: Die etwa 17 Arten sind von China bis ins tropische Asien verbreitet.[8]
    - Goniostemma Wight: Von den nur zwei Arten kommt die eine in China und die andere im indischen Subkontinent vor.[8]
    - Pervillaea Decne. (Syn.: Menabea Baill.): Die etwa fünf Arten kommen in Madagaskar und Mauritius vor.[8]
    - Secamone R.Br. (Inklusive Rhynchostigma Benth.): Die 90 bis 133 Arten sind von den Tropen der Alten Welt bis zu den Inseln im südwestlichen Pazifik verbreitet.[8]
    - Secamonopsis Jum.: Die nur zwei Arten kommen in Madagaskar vor.[8]
    - Toxocarpus Wight & Arn.: Die etwa 33 Arten sind im tropischen und subtropischen Asien verbreitet.[8]
    - Trichosandra Decne.. Mit nur einer Art:
      - Trichosandra borbonica Decne.: Sie kommt auf Réunion vor.[8]